# 立花貫長
立花 貫長（たちばな やすなが）は、筑後国三池藩の第4代藩主。一説に諱の読みは「つらなが」とも言われる。

## 略歴
貞享4年（1687年）、第3代藩主・立花種明の長男として生まれる。元禄12年（1699年）の父の死去で家督を継ぎ、宝永6年（1709年）3月7日に従五位下、出雲守に叙任する。享保9年（1724年）9月1日、駿府加番に任じられる。元文3年（1738年）からは石炭の採掘が始まり、平成9年（1997年）まで存続した三池炭鉱の礎となった。
延享4年（1747年）5月19日に死去した。享年61。跡を長男の長煕が継いだ。

## 系譜
父母
- 立花種明（父）
- 晴雲院 ー 京極高国の娘（母）

正室
- 養信院 ー 島津惟久の娘

子女
- 立花長煕（長男）生母は養信院（正室）
- 黒田直巷（次男）
- （三男）
- 立花直尹（四男）
- 立花応興（五男）
- （六男）
- 能勢頼紀婚約者
- 青山幸充継室
- 加納久堅正室
- 平岡良寛室 ー 立花種秀の養女
- 屋山継平室
- 娘